# Scaptodrosophila abdita
Scaptodrosophila abdita är en tvåvingeart som beskrevs av Papp, Racz och Bachli 1999. Scaptodrosophila abdita ingår i släktet Scaptodrosophila och familjen daggflugor.
Artens utbredningsområde är Ungern. Inga underarter finns listade i Catalogue of Life.